# 안트라코테리움과

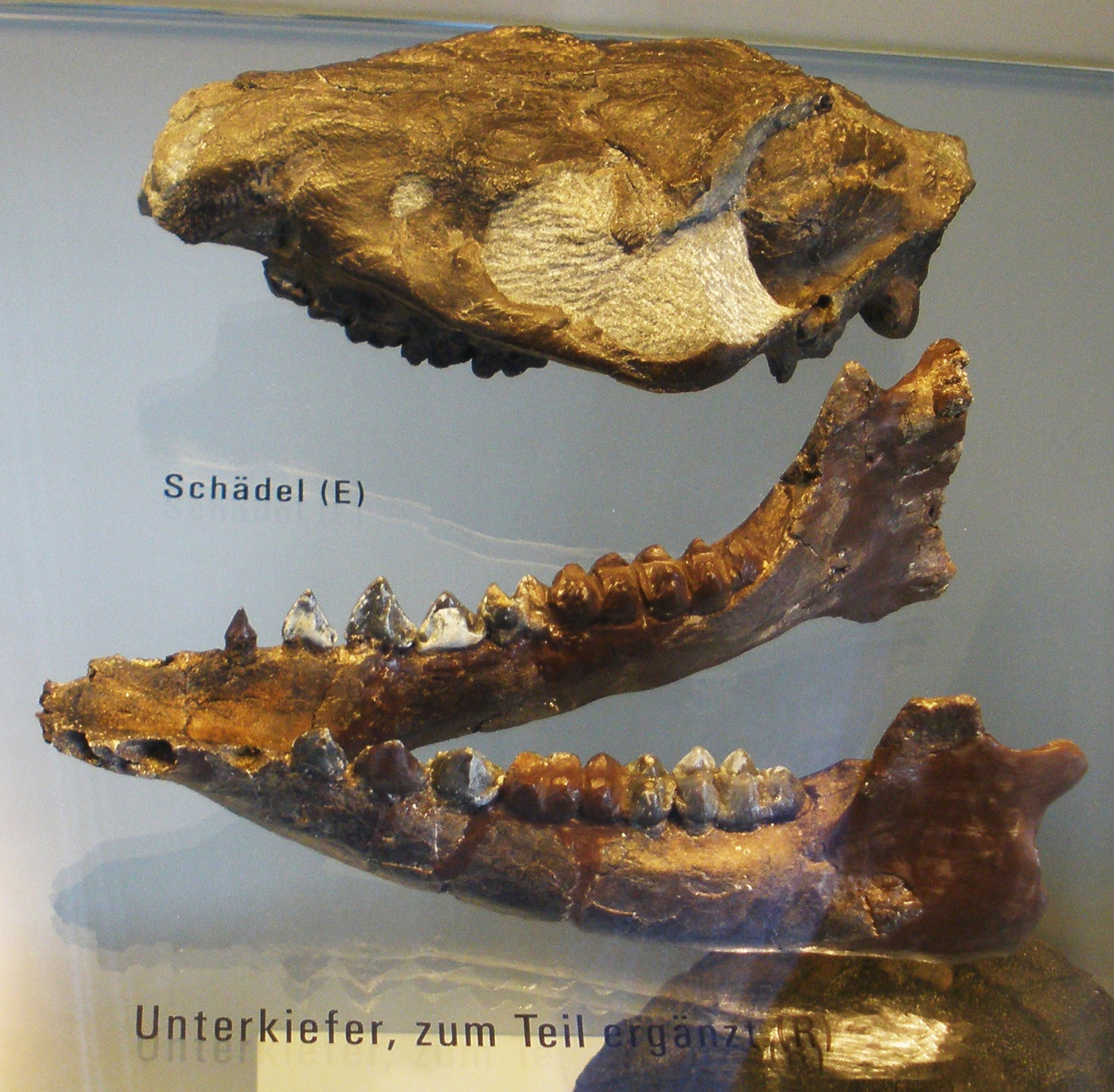
미크로부노돈(Microbunodon)의 턱뼈

안트라코테리움과(Anthracotheriidae)는 현생 하마·고래 종류의 측계통군 가운데 하나로, 같은 경하마형아목에 속한다. 에오세 중기에 아시아에서 처음 나타났다. 유라시아·아프리카에서 번성했으며 올리고세 무렵 일부 종류가 북아메리카로 건너가기도 했다. 마이오세에 이르러 기후 변화와 돼지·하마 등 타 우제류와의 경쟁에서 밀려나는 등 여러 가지 요인으로 멸종되었다.